# 村松大輔
村松大輔（1989年12月16日—），前日本足球運動員，並參加2012年夏季奥林匹克运动会。

## 俱乐部生涯
2008年，村松大輔在本田足球會开始足球生涯，2009年转会至湘南比馬，2011年转会至清水心跳，2014年转会至德島漩渦，2016年转会至神戶勝利船，2018年轉會北九州向日葵。
2019年2月8日，村松大輔宣布退役，現從事經理人工作。

## 國家隊生涯
村松大輔曾代表日本參加2009年東亞運動會，並且在決賽射入一球先開紀錄。後來又入選日本U23，参加了2012年夏季奥林匹克运动会。